# Rudy Mancuso

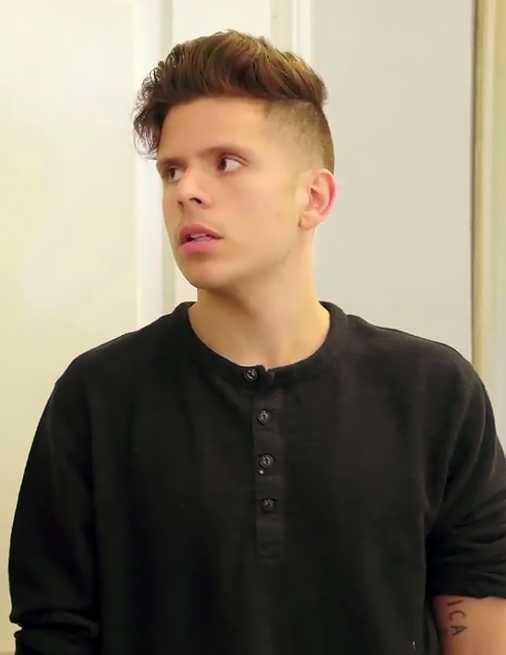
Rudy Mancuso, 2019

Rodolfo 'Rudy' Mancuso  (* 28. Februar 1992 in Glen Ridge) ist ein US-amerikanischer Musiker, Filmschauspieler und Filmregisseur, der als Internetpersönlichkeit unter anderem auf YouTube bekannt wurde.

## Leben
Rudy Mancuso wurde 1992 geboren und wuchs in Glen Ridge in New Jersey auf. Er besuchte die Glen Ridge High School und spielt seit seinem fünften Lebensjahr Klavier. Bekannt wurde er durch Sketche, die er mit seinen Freunden drehte und bei YouTube und Vine veröffentlichte. Er spielt auch Gitarre. 2018 entstand mit Maia Mitchell das Lied Magic.
Als Schauspieler war er in Nebenrollen in den Science-Fiction-Filmen Rim of the World von McG und The Flash von Andy Muschietti zu sehen.
Mancuso führte auch bei mehreren Kurzfilmen und Musikvideos Regie, so bei Synesthesia, in dem er seine eigenen Erfahrungen als Synästhetiker verarbeitete. Die Weltpremiere seines Spielfilmdebüts  Música, für das er gemeinsam mit Dan Lagana auch das Drehbuch schrieb und zudem die Filmmusik komponierte, erfolgte im März 2024 beim South by Southwest Film Festival. Auch in diesen halbautobiografischen Film ließ er seine Erfahrungen als Synästhetiker einfließen. Am 4. April 2024 wurde Música in den USA und in Brasilien in das Programm von Prime Video aufgenommen.
Mancuso wurde auch mit der Komposition der Filmmusik für den Horrorfilm Woozy von Joey Bicicchi betraut.

## Filmografie
- 2017: Circle of Love (Kurzfilm, Regie)
- 2018: Superhero Therapy (Kurzfilm, Regie)
- 2019: Rim of the World (als Schauspieler)
- 2021: Synesthesia (Kurzfilm, Regie)
- 2023: The Flash (als Schauspieler)
- 2024: Música (als Schauspieler, zudem Regie)

## Auszeichnungen
NAACP Image Award
- 2025: Nominierung für das Beste Drehbuch – Fernsehfilm (Música)[8]